# Robot and Monster
Robot and Monster ist eine US-amerikanische Animationsserie aus dem Jahr 2012.

## Handlung
Robot ist ein selbsternanntes Genie, das sich in einem Körper aus Metall befindet. Monster hingegen ist ein fröhliches Monster. Beide leben in einer Welt, in der Roboter und Monster zusammenleben und alle eine Vorliebe für Speck besitzen. Gemeinsam erleben die beiden Freunde viele Abenteuer und erkunden die Welt.

## Synchronisation
Die Synchronisation der Serie erfolgte bei EuroSync in Berlin, unter der Dialogregie von Bernhard Völger.
| Rolle             | Englischer Sprecher | Deutscher Sprecher |
| ----------------- | ------------------- | ------------------ |
| Robot Default     | Curtis Armstrong    | Bernhard Völger    |
| Monster Krumholtz | Harland Williams    | Lutz Schnell       |
| Ogo               | Jonathan Slavin     | Rainer Fritzsche   |
| Gart Default      | Maurice LaMarche    | Andreas Hosang     |
| J.D.              | Megan Hilty         | Sabine Winterfeldt |
| Spitfire          | Cree Summer         | Dirk Petrick       |

## Produktion und Veröffentlichung
Die Serie wurde 2012 in den USA produziert. Dabei entstanden 26 Folgen. Für die Produktion waren Lowbar Productions, Smasho! Productions und die Nickelodeon Animation Studios zuständig. Die Musik stammt von Jeff Sudakin und der Ton von Roy Braverman und Heather Olsen.
Erstmals wurde die Serie am 4. August 2012 auf der US-amerikanischen Version des Fernsehsenders Nickelodeon ausgestrahlt. Die deutsche Erstausstrahlung fand am 4. Februar 2013 auf Nickelodeon Deutschland statt. Weitere Ausstrahlungen gab es auf Nicktoons Deutschland.

## Episodenliste
| Folge | Part | Deutscher Titel               | Originaltitel             | Deutsche Erstausstrahlung | Originalausstrahlung |
| ----- | ---- | ----------------------------- | ------------------------- | ------------------------- | -------------------- |
| 1     | a    | Fiese Streiche                | Monster’s Great Escape    | 18. Februar 2013          | 04. August 2012      |
| 1     | b    | Sportsfreunde                 | Game Boys                 | 04. Februar 2013          | 04. August 2012      |
| 2     | a    | Unter Brüdern                 | Between Brothers          | 19. Februar 2013          | 11. August 2012      |
| 2     | b    | Sicherheit geht vor           | Safety First              | 05. Februar 2013          | 11. August 2012      |
| 3     | a    | Wie man seinen Marf trainiert | How To Train Your Marf    | 18. März 2013             | 11. August 2012      |
| 3     | b    | Blinklicht-Alarm              | Blinking Light            | 06. Februar 2013          | 11. August 2012      |
| 4     | a    | Das Luftschiff                | The Blimp                 | 19. März 2013             | 12. August 2012      |
| 4     | b    | Glück im Unglück              | Come On, Get Happy        | 07. Februar 2013          | 12. August 2012      |
| 5     | a    | Nur keine Panik               | Nobody Panic!             | 08. Februar 2013          | 12. August 2012      |
| 5     | b    | Babysitterabenteuer           | Adventures In Babysitting | 08. Februar 2013          | 12. August 2012      |
| 6     | a    | Der Strafzettel               | Speeding Ticket           | 25. Februar 2013          | 18. August 2012      |
| 6     | b    | Hornica                       | Hornica                   | 11. Februar 2013          | 18. August 2012      |
| 7     | a    | Kopf hoch, Mr. Wheelie        | Cheer Up Mr. Wheelie      | 12. Februar 2013          | 18. August 2012      |
| 7     | b    | Ogos Freund                   | Ogo’s Friends             | 12. Februar 2013          | 18. August 2012      |
| 8     | a    | Die Biker-Braut               | Biker Girls               | 13. Februar 2013          | 19. August 2012      |
| 8     | b    | Der Prinz von Schwindelhausen | The Prince Of Scamtown    | 13. Februar 2013          | 19. August 2012      |
| 9     | a    | Der Pinball-Zauberer          | Pinball Wizard            | 28. Februar 2013          | 19. August 2012      |
| 9     | b    | Sprich, Marf, sprich          | Speak, Marf, Speak        | 14. Februar 2013          | 19. August 2012      |
| 10    | a    | Sicherheitsrisiko             | Security & Risk           | 15. Februar 2013          | 25. August 2012      |
| 10    | b    | Ogos Geburtstag               | Ogo’s Birthday            | 15. Februar 2013          | 25. August 2012      |
| 11    | a    | Ein Arzt? Nein danke!         | Doctor? No!               | 28. März 2013             | 25. August 2012      |
| 11    | b    | Monsters Erfindung            | Monster Intervention      | 09. April 2013            | 25. August 2012      |
| 12    | a    | Der Schmutzfink               | Litterbug                 | 08. März 2013             | 01. September 2012   |
| 12    | b    | Das Schönheitsideal           | Model Citizen             | 08. März 2013             | 01. September 2012   |
| 13    | a    | Omas freier Tag               | Grandma’s Day Out         | 20. Februar 2013          | 01. September 2012   |
| 13    | b    | Der Ersatzrobot               | Spare Robot               | 20. Februar 2013          | 01. September 2012   |
| 14    | a    | Das geheime Apartment         | Apartment 3 1/2           | 05. August 2013           | 08. September 2012   |
| 14    | b    | Nur nicht gehen!              | Don’t! Walk!              | 05. August 2013           | 08. September 2012   |
| 15    | a    | Robert Rotznase               | Li’l Lugnuts              | 06. August 2013           | 15. September 2012   |
| 15    | b    | Buchstabologie                | Letterology               | 06. August 2013           | 08. September 2012   |
| 16    | a    | Die Familienfeier             | The Party                 | 07. August 2013           | 22. September 2012   |
| 16    | b    | Der erste Eindruck            | First Impressions         | 07. August 2013           | 22. September 2012   |
| 17    | a    | Das Spiel beginnt             | Game On                   | 09. August 2013           | 26. September 2012   |
| 17    | b    | Die Speckschwarten sind los!  | Bad News Baconeers        | 09. August 2013           | 26. September 2012   |
| 18    | a    | Aggressionsbewältigung        | Anger Management          | 15. August 2013           | 13. Oktober 2012     |
| 18    | b    | Familienbetrieb               | Family Business           | 15. August 2013           | 13. September 2012   |
| 19    | a    | Schmutziges Geld              | Dirty Money               | 08. August 2013           | 20. Oktober 2012     |
| 19    | b    | Verrückt nach J.D.            | What J.D. Wants           | 08. August 2013           | 20. September 2012   |
| 20    | a    | Der Speckbaum                 | The Bacon Tree            | 16. August 2013           | 27. Oktober 2012     |
| 20    | b    | Der dunkle Ritter             | Dark Knight               | 16. August 2013           | 27. September 2012   |
| 21    | a    | Das Päckchen                  | The Package               | 12. August 2013           | 03. November 2012    |
| 21    | b    | Ogo ist cool                  | Ogo’s Cool                | 12. August 2013           | 03. November 2012    |
| 22    | a    | Das Super-Pfosten-Finale      | Super Pole                | 13. August 2013           | 10. November 2012    |
| 22    | b    | Wie ein Bumerang              | Boomerang                 | 13. August 2013           | 10. November 2012    |
| 23    | a    | J.D. liebt Gart               | J.D. Loves Gart           | 14. August 2013           | 17. November 2012    |
| 23    | b    | Das Verzweiflungs-Date        | Misery Date               | 14. August 2013           | 17. November 2012    |
| 24    |      | Der Monsterhit                | Monster Hit               | 20. August 2013           | 24. November 2012    |
| 25    | a    | Fang den Marf                 | A Better Marf Trap        | 19. August 2013           | 01. Dezember 2012    |
| 25    | b    | Die Monsterlüge               | Monster Lie               | 19. August 2013           | 01. Dezember 2012    |
| 26    |      | Baconmas                      | Baconmas                  | 07. Dezember 2013         | 08. Dezember 2012    |